# Around the Block
Pour plus de détails, voir Fiche technique et Distribution.
Around the Block est un film australo-américain écrit et réalisé par Sarah Spillane, sorti en 2013.

## Synopsis
Une jeune professeur de théâtre va aider un étudiant d'origine aborigène, qui est déchiré entre son amour inattendu du jeu d'acteur et la désintégration de sa famille, à trouver sa voie pour devenir comédien en mettant en scène la pièce Hamlet.

## Fiche technique
- Réalisation : Sarah Spillane
- Scénario : Sarah Spillane
- Direction artistique :
- Décors :
- Costumes :
- Directeur de la photographie :
- Montage :
- Musique :
- Société de production : Kick Pictures
- Société de distribution :
- Pays d’origine :  Australie,  États-Unis
- Langue : anglais
- Lieux de tournage : Redfern, Sydney, Australie
- Durée : 104 minutes
- Date de sortie :
  -  Australie 6 septembre 2013 en avant-première au Festival international du film de Toronto
  -  États-Unis
    - 26 avril 2014 au Festival du film de Newport Beach
    - 24 juin 2014 au Festival du film Frameline
    - 1er août 2014

## Distribution
- Christina Ricci : Dino Chalmers
- Ruby Rose : Hannah
- Matt Nable : Jack Wood (crédité comme Matthew Nable)
- Daniel Henshall : Simon
- Andrea Demetriades (en) : Kate
- Jack Thompson : monsieur O'Donnell
- Damian Walshe-Howling : monsieur Graham
- Mark Coles Smith : Steve Wood
- Aaron L. McGrath : Joseph
- Madeleine Madden : Williemai
- Millie Samuels : Sarah
- Hunter Page-Lochard (en) : Liam Wood
- Yure Covich : Man
- Ursula Yovich : Chrissie Wood
- Mark Brady : Bug